# Round Island (Australien)
Round Island är en ö i Australien. Den ligger i delstaten Queensland, omkring 1 300 kilometer nordväst om delstatshuvudstaden Brisbane.